# Fédération révolutionnaire arménienne
Pour les articles homonymes, voir FRA.
La Fédération révolutionnaire arménienne ou FRA (en arménien oriental Հայ Յեղափոխական Դաշնակցություն (Hay Heghapokhakan Dachnaktsoutioun) ; en arménien occidental Հայ Յեղափոխական Դաշնակցութիւն (Hay Heghapokhagan Tachnagtsoutioun), en abrégé Dashnak/Dachnak ou Tashnag/Tachnag, Դաշնակ) est un parti politique arménien de tendance socialiste, marxiste,, et nationaliste. Autrefois, il a pu avoir une position anarcho-communiste, en plus de ces trois tendances.

## Histoire

### La FRA-Dachnak dans l'Empire ottoman (1890-1919)
Le Dachnak fut fondé en 1890 à Tiflis (actuelle Tbilissi en Géorgie), en tant qu'organisation socialiste. Ses fondateurs étaient le marxiste Christapor Mikaelian, le populiste Stepan Zorian et le bakouniniste Simon Zavarian. Leur objectif est l'émancipation de l'Arménie ottomane. Le parti Dachnak n'appelait pas au départ à l'indépendance, mais à des réformes.
En règle générale, la FRA a utilisé les tactiques d'extrême gauche de l'époque, y compris l'action directe, la guérilla, les tentatives d'assassinat contre des personnes considérées comme des menaces pour le peuple arménien ou la FRA. Ces méthodes culmineraient plus tard, lors de l'opération Nemesis, où la FRA a tué certains des individus responsables du génocide qui s'étaient enfuis de Turquie après leur condamnation à mort par la justice turque. Les plus connues sont la prise d'otages à la Banque impériale ottomane à Constantinople en 1896 mais aussi la tentative échouée d'assassiner le sultan ottoman Abdülhamid II lors de l'attentat de la mosquée Yildiz. D'autres actions ont lieu contre la politique ottomane, comme celles menées par le commandant Vardan. Cette première période est marquée par une horizontalité de l'organisation, qui attire le soutien de sympathisants étrangers, comme Edward Joris ou Pierre Kropotkine, à travers Alexander Atabekian. À la fin du XIXe siècle, la FRA constitue 69,82% des fiches de renseignement dressées par le gouvernement ottoman pour anarchisme.
Cette même année, le Dachnak participe comme observateur au quatrième Congrès de la Deuxième Internationale socialiste et y présente son programme.

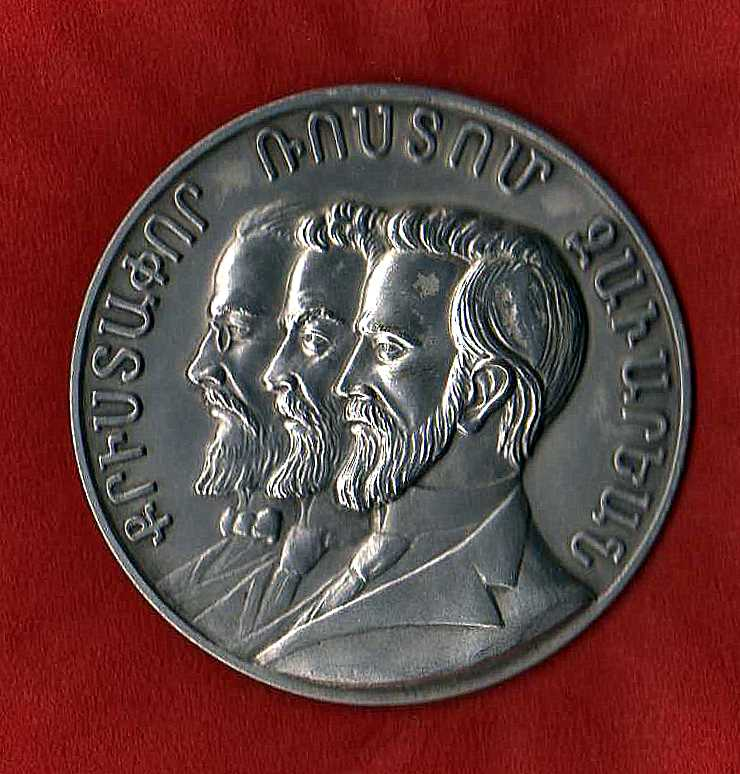
Les trois fondateurs (de gauche à droite) : Mikaelian, Zorian et Zavarian.

Mikaël Varandian, ancien dirigeant de la FRA-Dachnak, écrit : « Il n'y a peut-être jamais eu de parti révolutionnaire qui ait une aussi riche expérience des méthodes terroristes que la FRA. […] Le Dachnak a produit les caractères les plus forcenés du terrorisme, et formé plusieurs centaines de maîtres du pistolet, de la bombe et du poignard. » Toutefois, « La stratégie insurrectionnelle ou subversive utilisée par les deux partis révolutionnaires arméniens [Dachnak et Hentchak] au cours des années 1890-1896 débouche sur la répression, non sur l'intervention souhaitée des Puissances comme ce fut le cas naguère pour la Bulgarie (1878). Les partis révolutionnaires arméniens mesurent mal les paramètres de la politique d'équilibre entre les Puissances (rivalité anglo-russe) et la situation géopolitique des communautés arméniennes ». La FRA subit de nouveaux échecs en 1905 : son principal fondateur, Christapor Mikaelian, se tue en manipulant une bombe destinée à tuer le sultan, une deuxième tentative d'assassinat échoue à son tour (non sans tuer une quarantaine de passants) et les « dépôts de dynamite destinés à faire sauter les édifices gouvernementaux » sont découverts à Izmir ; puis, en 1908, une trahison conduit à la saisie d'« un millier de nos fusils, un million de cartouches et une quantité considérable de matières explosibles ».
Face à la politique de russification de l'empereur Nicolas II, le Dachnak, qui tient son troisième congrès à Sofia en 1906, décide d'étendre ses activités à l'Empire russe. Certains de ses représentants, comme Yeprem Khan, s'impliquent dans des révolutions dans d'autres pays, comme dans la révolution constitutionnelle persane. Lors de son quatrième congrès à Vienne en 1907, le Dachnak décide d'adhérer à la Deuxième Internationale.
En 1908, lorsque le sultan Abdülhamid II est renversé, le Dachnak soutient les Jeunes-Turcs du Comité Union et Progrès contrairement au hentchak qui se range dans l'opposition aux unionistes. Le Dachnak, qui a affirmé son soutien aux Jeunes-Turcs lors de son cinquième congrès en 1909, s'affirme rapidement déçu. Lors de son sixième congrès à Constantinople en 1911, le Dachnak dénonce la politique du Comité Union et Progrès. En décembre 1912, la FRA assassine Bedros Kapamadjian, maire arménien de Van, élu en 1909 avec le soutien du Comité Union et progrès (CUP, les Jeunes-Turcs), dont il était proche.
Au moment où la Première Guerre mondiale est sur le point d'éclater, les Arméniens sont conscients qu'ils courent le danger d'être pris entre l'Empire russe et l'Empire ottoman. Lors de son huitième congrès à Erzurum en juillet 1914, le Dachnak réaffirme la politique qu'il a choisie : les Arméniens doivent combattre loyalement pour l'État dont ils font partie. Toutefois, comme l'indique le discours prononcé en 1923 par Hovannès Katchaznouni, dirigeant de la FRA dans le Caucase puis Premier ministre de la République d'Arménie (1918-1919), le parti a violé, dès le début de l'automne 1914, les conclusions de son propre congrès, organisant des groupes de volontaires pour l'armée russe, y compris des Arméniens de nationalité ottomane. Katchaznouni considère rétrospectivement ce recrutement comme « une erreur ». Le principal responsable de ce recrutement est Garéguine Pasdermadjian, qui avait été député dachnak d'Erzurum de 1908 à 1912. Également en octobre 1914, la FRA organise un comité pour armer la population arménienne de Van. Cet armement se fait en collaboration avec la Russie tsariste, et, d'une façon plus générale, « en 1914, le Dachnak et le Hunchak » sont devenus « des organisations paramilitaires de type ORMI, qui consacrent le plus clair de leur énergie au trafic d'armes, ainsi que l'a rapporté au tsar un agent de l'Okhrana qui avait assisté à une conférence dachnak à Berlin ». En mars 1915, Mikael Varandian, dirigeant de la FRA, demande au Royaume-Uni et à la France de débarquer des troupes sur la côte de Cilicie, promettant une vingtaine de milliers de volontaires « originaires » de la région. Un mois plus tard, le docteur Zariev, soutenu par l'ambassadeur de Russie à Paris, demande aux gouvernements français et britanniques l'établissement d'une Arménie s'étendant du Caucase à la Méditerranée.
À la suite de la chute de l'Empire russe, les Géorgiens, les Arméniens et les Azéris formèrent un Comité spécial de Transcaucasie (1917). Après le retrait des Géorgiens et des Azéris, le Conseil national arménien proclama la République d'Arménie le 28 mai 1918.

### La République démocratique d'Arménie et l'annexion soviétique (1919-1991)
Le dachnak Hovhannès Khatchznouni forma le premier gouvernement. Les autres partis refusèrent d'y participer. Aux élections de 1919, le Dachnak obtint près de 89 % des voix. Battu militairement par Mustafa Kemal Atatürk (1920), le gouvernement dachnak céda aux pressions des Bolcheviks et accepta la constitution d'un gouvernement de coalition, dans lequel siégeaient deux Dachnaks. Les Arméniens se soulevèrent rapidement et formèrent un nouveau gouvernement sous direction dachnak (18 février 1921). Lâchée par les puissances occidentales, l'Arménie fut réoccupée par les Soviétiques (avril 1921). Le parti Dachnak fut interdit.
Durant l'entre-deux-guerres, la FRA d'une part, les autres organisations de la diaspora arménienne (Hintchak, Ramkavar, communistes, dissidents dachnaks) d'autre part, s'affrontèrent violemment. Par exemple, le 24 décembre 1933, des dachnaks assassinèrent Léon Tourian, archevêque de l'Église arménienne à New York, dans une église, ce qui provoqua de violentes représailles contre la FRA, par des partisans de Tourian.
En 1927, la FRA signa un accord avec le Hoybun, parti nationaliste kurde, avec le projet de créer, contre la Turquie et l'URSS, une « confédération aryenne » avec l'Iran ; un des membres du comité central du Dachnak, Vahan Papazian siégea même, simultanément, au comité central du Hoyboun.
Pendant la Seconde Guerre mondiale, une fraction de la FRA collabora avec les nazis, « pour la révision des traités de paix et le combat contre l'URSS de Staline ». En 1942, se mit ainsi en place à Berlin, sous le parrainage d'Alfred Rosenberg, un Conseil national arménien, dirigé par Ardaches Apeghian (correspondant du Drochak, un journal de la FRA, et dirigeant d'une association germano-arménienne) et où siégeait Vahan Papazian. Drastamat Kanayan, plus connu sous son pseudonyme (Dro), qui était alors la plus importante figure de la direction collégiale du parti dachnak, commanda le 812e bataillon arménien de la Wehrmacht, fort de vingt mille hommes. De même, « à l'automne 1935, Ichkhanian, le représentant des dachnaks en Italie, proposa à Rome la formation d'une Légion arméno-géorgienne pour participer à la guerre en Éthiopie. Les auteurs de cette initiative escomptaient que l'intervention de Rome dans les affaires de l'Afrique du Nord aboutirait à un affrontement militaire avec la Turquie en Méditerranée orientale comme en 1911 ».
Bien que se définissant toujours comme social-démocrate, à l'instar de nombreux partis de ce type dans des pays sous domination soviétique, il devint essentiellement nationaliste et anticommuniste. De 1945 aux années 1970, prédomine la tendance de droite, nationaliste avant tout, hostile à l'URSS, et pro-américaine. Au début des années 1980, la tendance de gauche, plus modérée vis-à-vis de l'URSS et plus réservée vis-à-vis des États-Unis, l'emporte.
Pendant soixante-dix ans, le Dachnak poursuivit son existence en tant que parti en exil, mais aussi en tant que parti intraethnique, tant au niveau parlementaire (e.a. Liban, Syrie) que municipal, par exemple à Marseille, où Gaston Defferre demandait au Dachnak local de lui désigner les candidats arméniens à insérer sur sa liste.
Le Dachnak s'est doté entre 1972 et 1986, d'une branche armée, les Commandos des justiciers du génocide arménien (CJGA), rebaptisée, au début des années 1980, Armée révolutionnaire arménienne. Le CJGA-ARA est l'auteur, notamment, de plusieurs assassinats de diplomates turcs, des années 1970 au milieu des années 1980, et de l'attentat-suicide du 27 juillet 1983, contre l'ambassade turque à Lisbonne qui, s'il a provoqué l'effroi de la diaspora arménienne en général en raison de son caractère aveugle[réf. nécessaire], est pourtant commémoré tous les ans par la FRA car c'est après Lisbonne que la FRA obtient l'autorisation secrète des hauts-gradés soviétiques de devenir acteur du conflit dans le Haut-Karabagh. En 1985, les délégués au congrès de la FRA décident de faire évoluer la « politique turque » du parti et de ne pas se contenter de lutter en cavalier seul contre Ankara : les délégués acceptent en effet l'idée de nouer des relations opérationnelles avec les rebelles kurdes du PKK et de mettre à disposition de ces derniers des instructeurs et des experts en explosifs. La FRA a également organisé, en 1994, un double attentat contre le général Safonov, et A. Polianitchko qui avaient mené de 1988 à 1991 la répression azérie dans le Haut-Karabakh.

### La FRA-Dachnak dans l'Arménie indépendante
L'indépendance de l'Arménie en 1991 a permis la reconstruction du parti Dachnak sur place. En décembre 1994, il fut pourtant suspendu par le président Levon Ter-Petrossian, pour atteinte à la sûreté de l'État et collaboration avec le KGB. Il ne sera réhabilité qu'après la démission de Levon Ter-Petrossian et l'arrivée à la tête de l'État arménien de Robert Kotcharian.
Le Dachnak est membre de l'Internationale socialiste.

## Résultats électoraux

### Élections législatives enArménie
| Année | Députés  | Votes   | %     | Rang |
| ----- | -------- | ------- | ----- | ---- |
| 1995  | 1 / 190  |         |       | 14e  |
| 1999  | 5 / 131  | 84 232  | 7,79  | 4e   |
| 2003  | 11 / 131 | 136 270 | 11,36 | 4e   |
| 2007  | 16 / 131 | 177 907 | 13,16 | 3e   |
| 2012  | 5 / 131  | 85 550  | 5,68  | 4e   |
| 2017  | 7 / 105  | 103 173 | 6,58  | 4e   |
| 2018  | 0 / 132  | 48 811  | 3,89  | 5e   |

### Élections législativesauHaut-Karabagh
| Élection | Votes  | %     | Sièges obtenus | Gouvernement                                 |
| -------- | ------ | ----- | -------------- | -------------------------------------------- |
| 2000     |        |       | 9 / 33         | Opposition                                   |
| 2005     | 10 573 | 17,36 | 3 / 33         | Sahakian                                     |
| 2010     | 12 725 | 20,18 | 4 / 33         | Sahakian (2010-2011), opposition             |
| 2015     | 12 965 | 18,81 | 7 / 33         | Opposition (2015-2018), Sahakian (2018-2020) |
| 2020     | 4 758  | 6,47  | 3 / 33         | Opposition                                   |